# Vallagarina
Vallagarina, auch Val Lagarina (deutsch Lagertal), bezeichnet den südlichen und zugleich unteren Talabschnitt des Etschtales in den Provinzen Trient und Verona in Oberitalien.

## Geographie

### Lage
Mit Vallagarina wird der Abschnitt des Etschtales bezeichnet, der sich südlich von Trient von der Engstelle Murazzi zwischen den Orten Aldeno auf der orographisch rechten Talseite und Besenello auf der orographisch linken Talseite südwärts zur Veroneser Klause entlangzieht, hinter der es in die Norditalienischen Tiefebene aufgeht. Das von der Etsch durchflossene Tal hat eine Länge von etwa 55 km und wird auf seiner Ostseite von den Vizentiner Voralpen und im Westen von den Gardaseebergen eingegrenzt. Im mittleren und unteren Abschnitt verläuft es praktisch parallel zum westlich gelegenen Gardasee.
Das Vallagarina besitzt eine ganze Reihe von Seitentälern, so münden auf der Ostseite von Nord nach Süd unter anderem das Tal des Rio Cavallo, das Val Terragnolo, die Vallarsa und das Val di Ronchi bei Ala. Auf der Westseite sind es unter anderem von Nord nach Süd das Valle di Cei, das Valle di Cameras bei Mori und das Tal des Rio Sorna an der Engstelle bei Serravalle.

### Administrative Gliederung
Das Tal liegt zu zwei Dritteln, von seiner nördlichen Grenze bis zum Ort Borghetto einer Fraktion der Gemeinde Avio, in der Provinz Trient. Der untere Abschnitt mit den Gemeinden Brentino Belluno und Dolcè gehört zur Provinz Verona, Region Venetien. Die Gemeinden im Trentino bilden die gleichnamige Talgemeinschaft Vallagarina mit Verwaltungssitz in Rovereto, zugleich der größte Ort im gesamten Vallagarina.

## Verkehr
Durch das Tal verlaufen die Brennerautobahn A 22, die Brennerbahn und die Brennerstaatsstraße SS 12 sowie der Etsch-Radweg.

## Bilder

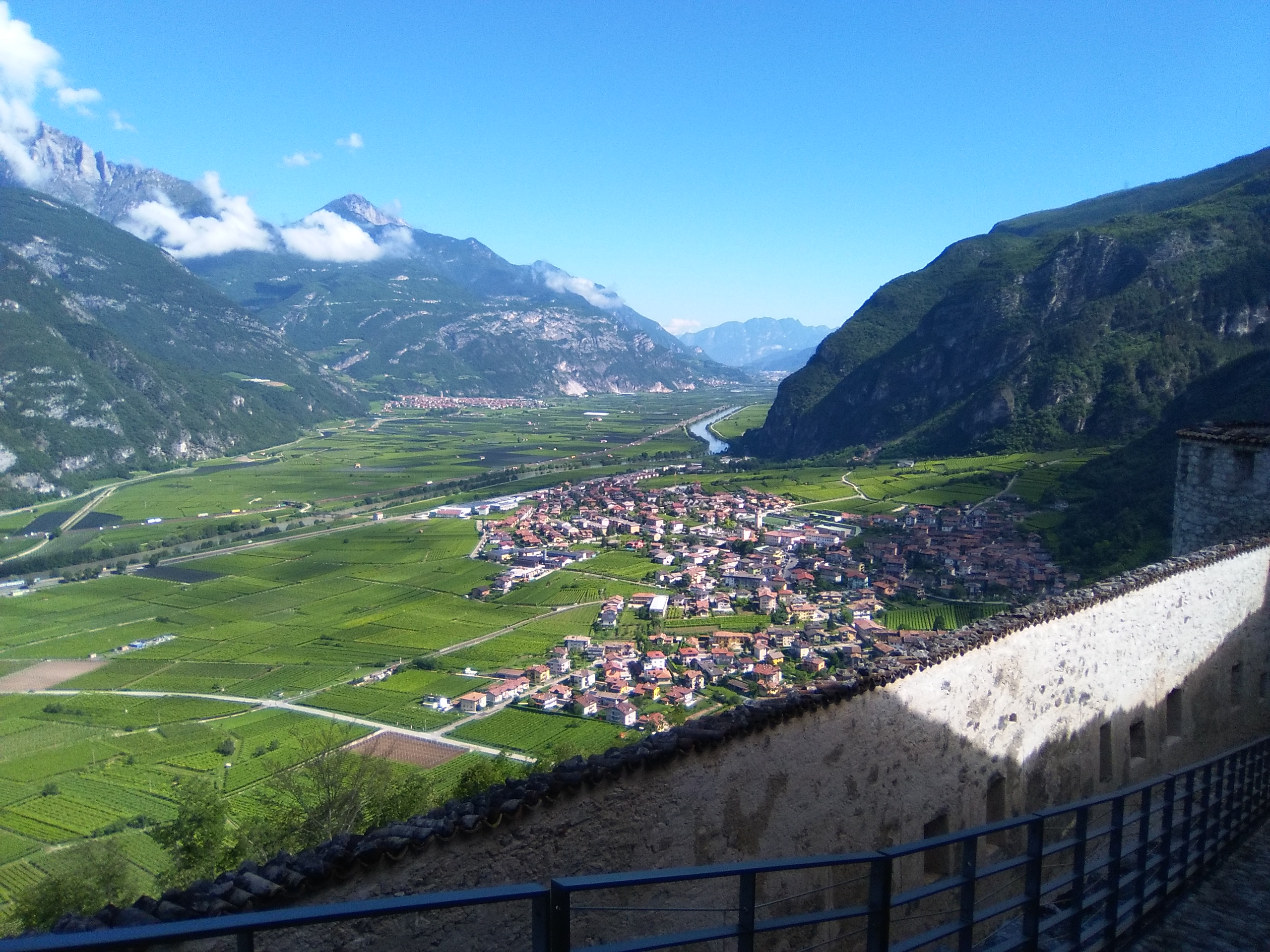
Engstelle Murazzi mit Blickrichtung Trient, im Vordergrund Besenello, im Hintergrund Aldeno
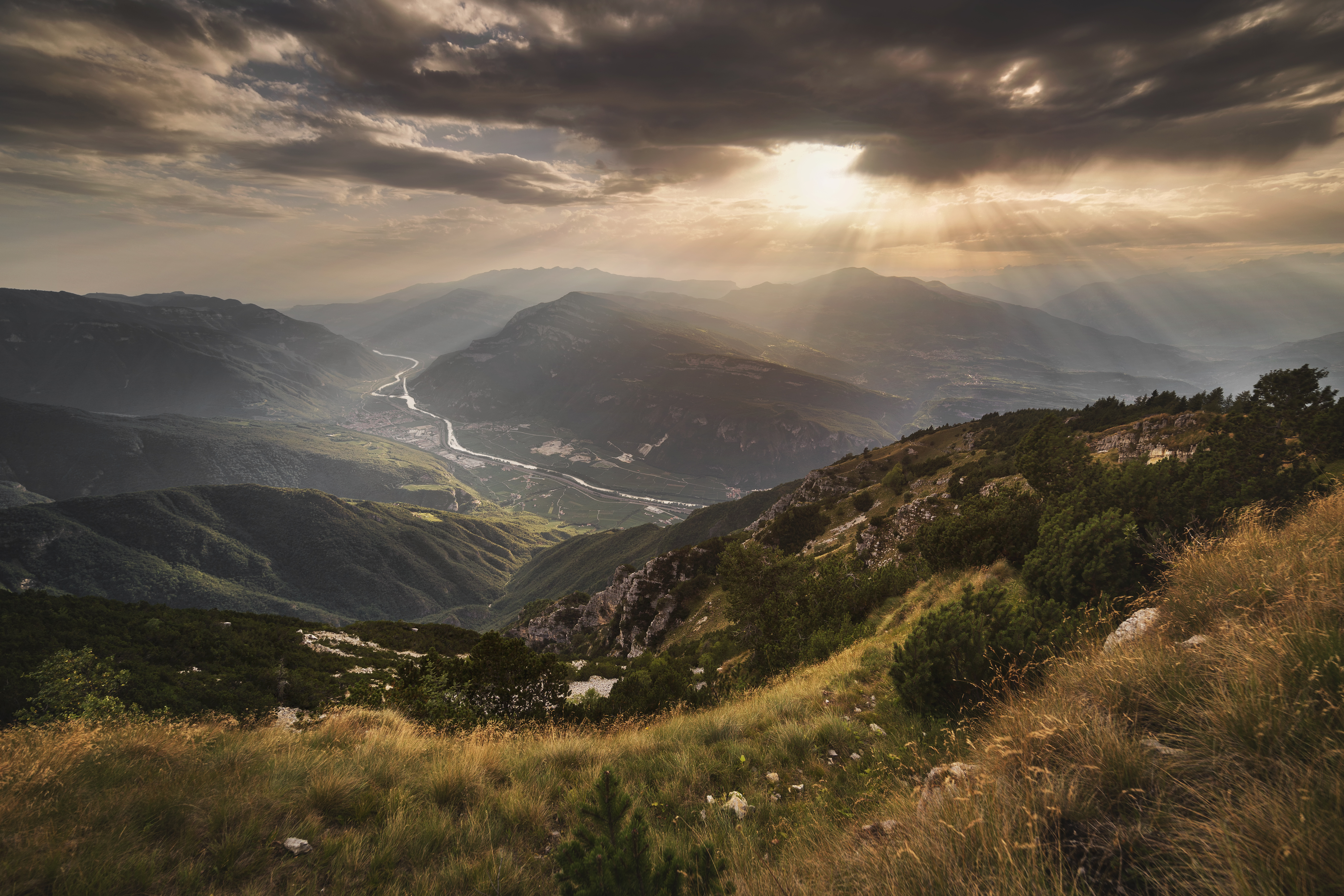
Das Vallagarina mit der Engstelle bei Serravalle südlich von Rovereto
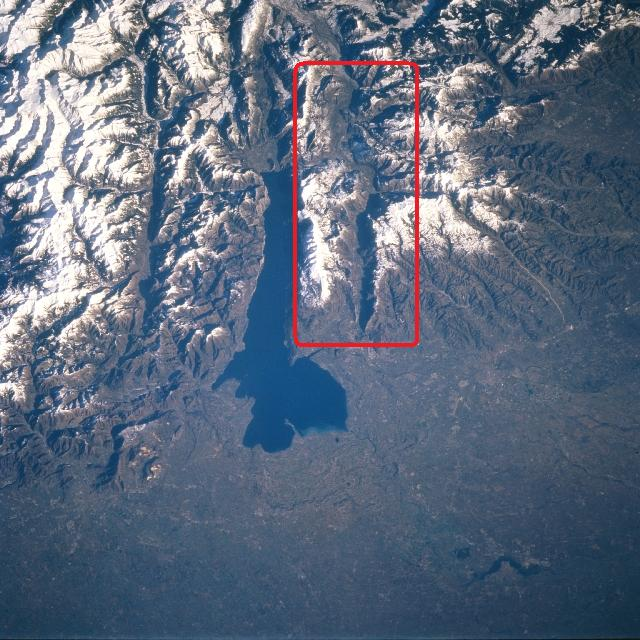
Satellitenaufnahme aus der die Lage des Tales hervorgeht
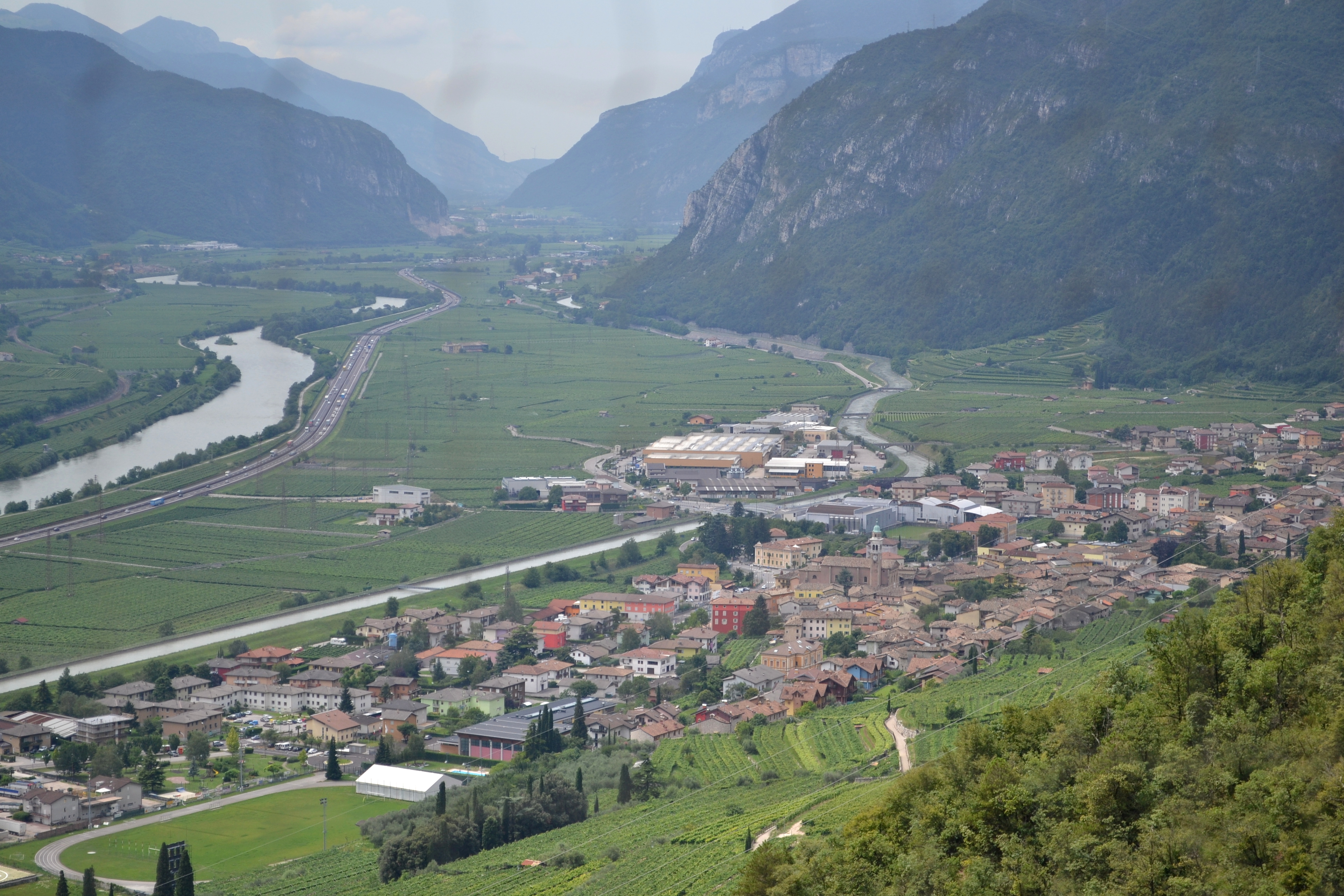
Das untere Vallagarina bei Avio an der Grenze zur Provinz Verona
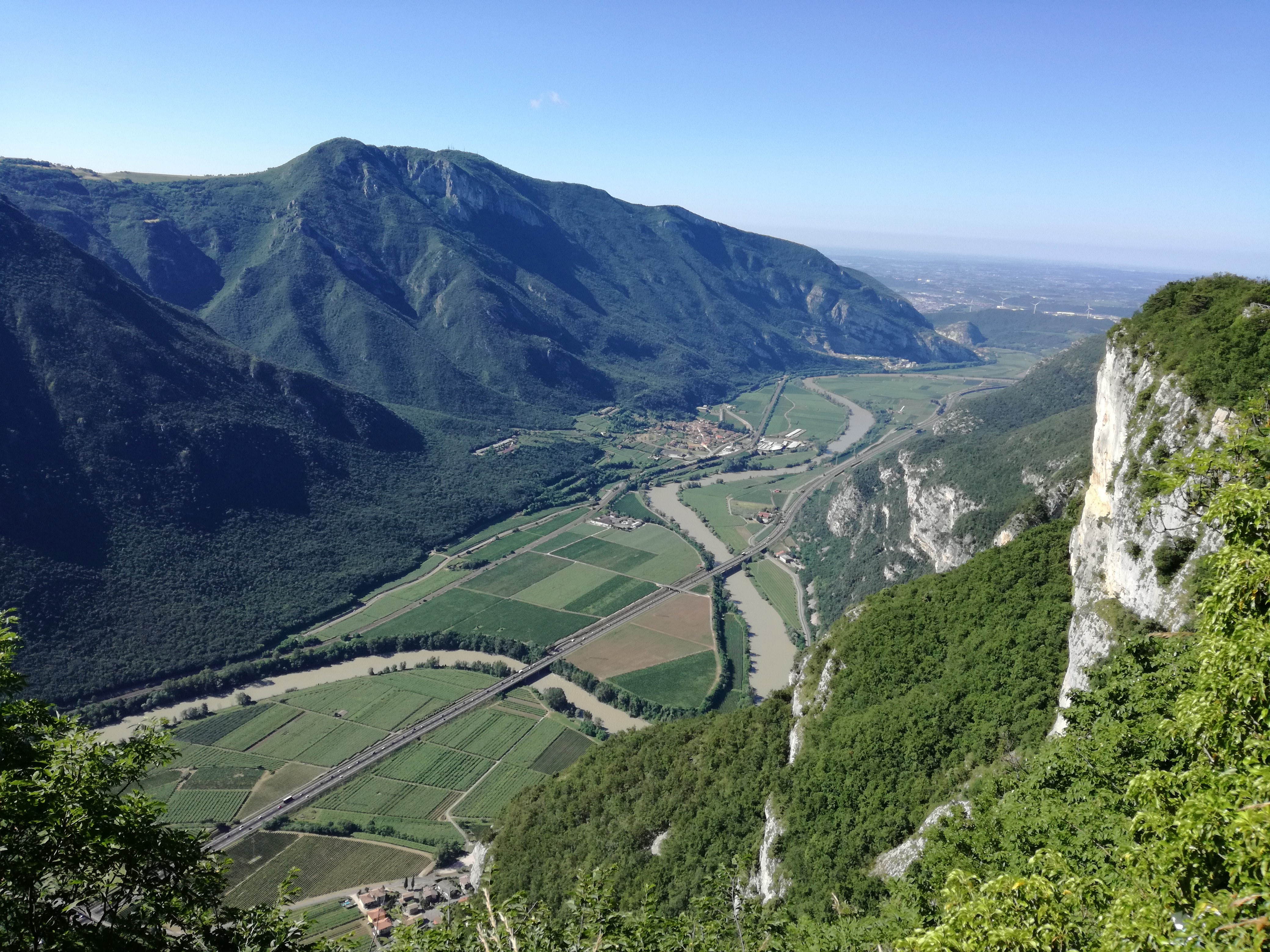
Das südliche Ende des Vallagarina
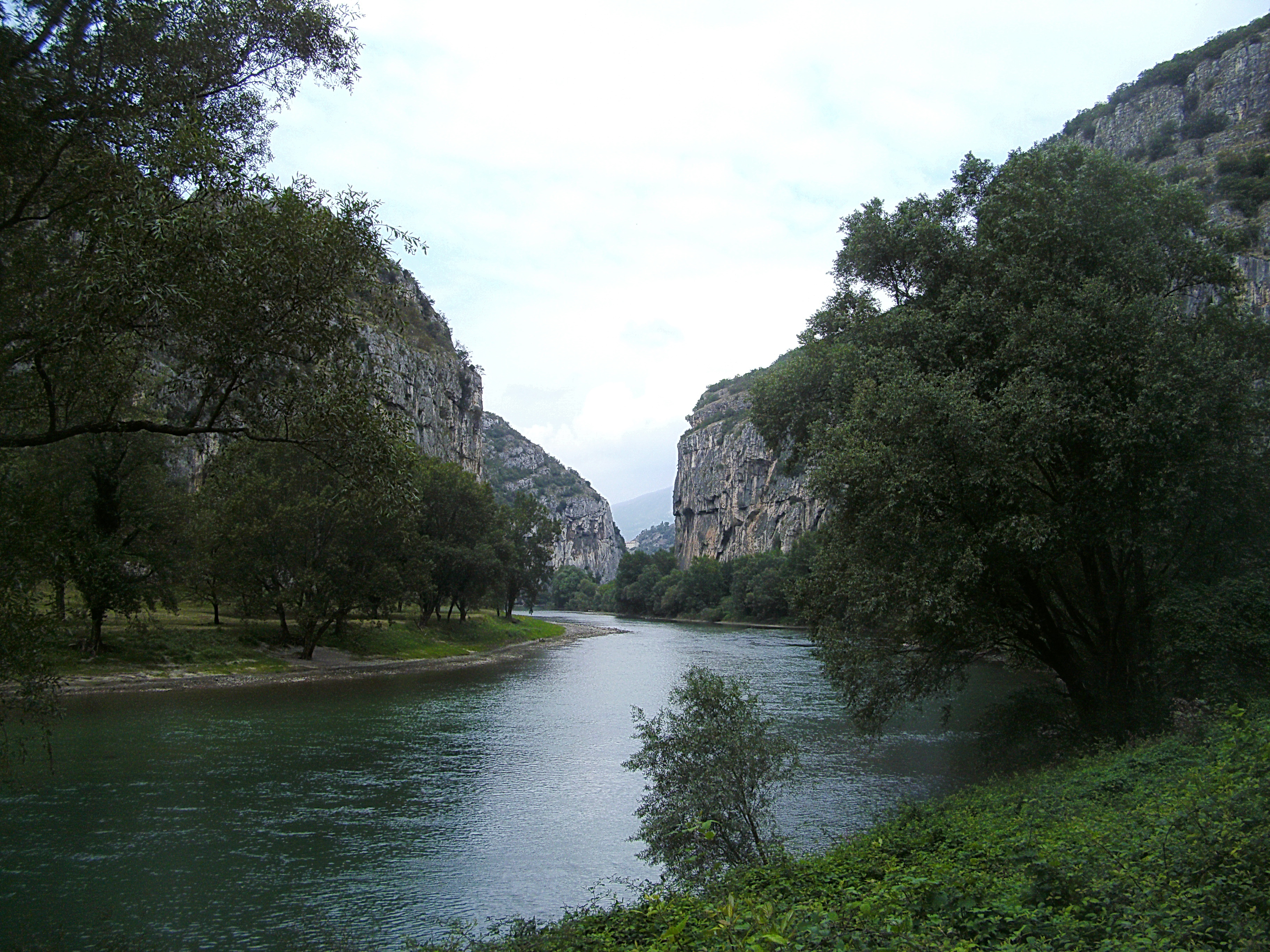
Veroneser Klause